# NAC Breda
NAC Breda is een Nederlandse voetbalclub uit Breda die op 19 september 1912 werd opgericht. De club komt sinds het seizoen 2024/25 weer uit in de Eredivisie, nadat het een seizoen eerder was gepromoveerd vanuit de Eerste divisie. De club speelt sinds 1996 in het Rat Verlegh Stadion. Het stadion biedt plaats aan 20.500 supporters na een uitbreiding in de zomer van 2025.

## Naam
NAC is de afkorting van twee gefuseerde clubs, waarvan de namen zelf ook letterwoorden zijn: NOAD (Nooit Opgeven Altijd Doorzetten) -- ADVENDO (Aangenaam Door Vermaak En Nuttig Door Ontspanning) -- Combinatie (fusiejaar 1912). De plaatsnaam Breda is een veel latere toevoeging daaraan (2003).

## Historie

### Beginjaren
NAC Breda ontstond op 19 september 1912 na een fusie tussen NOAD, opgericht op 14 juli 1895, en ADVENDO, opgericht op 1 november 1904. De samenvoeging van beide clubnamen leverde de naam NAC op: NOAD ADVENDO COMBINATIE.
Het eerste bestuur van de club bestond uit voorzitter H.J.A. Loonen, secretaris C.A. Wouterlood van Doesburg, penningmeester R. Krietemeyer en commissielid L.H. Creton. De club begon te spelen in de Tweede Klasse Zuid op het terrein van de Bond van Lichamelijke Opvoeding en speelde op 3 november 1912 haar eerste wedstrijd in eigen huis tegen EMM uit Vlissingen. Toen in 1914 de Eerste Wereldoorlog in alle hevigheid was uitgebarsten werd de club ondergebracht in de Eerste Klasse Zuid. Enige tijd later, in de zomer van 1916, verhuisde men naar een nieuw terrein: Het Ploegske.

### Eerste successen
In 1921 werd een van de grootste prestaties uit de clubgeschiedenis behaald. Dat jaar werd NAC landskampioen van Nederland. Het werd eerst kampioen van het Zuiden en mocht daardoor deelnemen aan de landelijke kampioenscompetitie. Ondanks twee nederlagen – die werden geleden tegen Be Quick – zorgden dubbele overwinningen op zowel Ajax als Go Ahead ervoor dat NAC met een punt voorsprong op Be Quick de landstitel wist te winnen.
Nadat de club gedurende negen seizoenen zes keer kampioen van het Zuiden was geworden, De Gouden Jaren van de club, nam Antoon 'Rat' Verlegh in 1931 afscheid van de club. Na negentien seizoenen in het eerste elftal van NAC besloot hij te stoppen als voetballer. Daarna zette hij zich vrijwillig in voor de club. Niet lang daarna werd een nieuwe thuisbasis aan de Heuvelstraat in gebruik genomen. Enkele jaren later behaalden NAC I, II, III en twee jeugdelftallen het kampioenschap.
Nadat de eerste wedstrijd om de KNVB Beker op 14 maart 1915 met 3-0 werd gewonnen van Feyenoord, behaalde de club in 1930 voor het eerst de halve finale van het toernooi. Daarin werd met 5-2 van Excelsior verloren.

### Euforie en ellende
Op 6 oktober 1940 nam NAC het stadion aan de Beatrixstraat in gebruik. Zes jaar later werd de club voor de achtste keer kampioen van het Zuiden. In de kampioenscompetitie die daarop volgde, werd een teleurstellende vierde plaats behaald. Toen in 1954 het betaald voetbal in Nederland werd ingevoerd ging het wat voortvarender met de club. Na kampioen te zijn geworden in de Eerste Klasse A mocht met PSV, Willem II en FC Eindhoven gestreden worden om de landstitel. Ondanks een aantal goede wedstrijden van NAC wist Willem II de titel voor de neus van de Bredanaars weg te kapen. Een jaar later deed de club weer mee om het landskampioenschap. Daarin werd een gedeelde eerste plaats bereikt met Rapid JC en moest een extra wedstrijd de beslissing brengen. Rapid JC was echter veel te sterk en klopte NAC met 3-0.
In het seizoen 1956/57 werd de eredivisie ingevoerd. Lange tijd maakte NAC deel uit van die klasse tot het in 1983 degradeerde. Het daaropvolgende seizoen werd er meteen promotie afgedwongen, maar in 1984/85 moest de ploeg eens te meer een stapje terug doen. Na vele jaren met fluctuerende resultaten in de eerste divisie lukte het de ploeg in 1993 om weer te promoveren naar het hoogste niveau, na het winnen van een spannende nacompetitie.
Op 30 maart 1996 brak er bij de wedstrijd NAC – Heerenveen een brand uit op de staantribune van de B-Side door toedoen van een vuurwerkfakkel. Pas na drie kwartier blussen kon er weer worden gespeeld. Na vele jaren van uitstel werd op 12 mei 1996 uiteindelijk afscheid genomen van het stadion aan de Beatrixstraat.

### Nieuw stadion

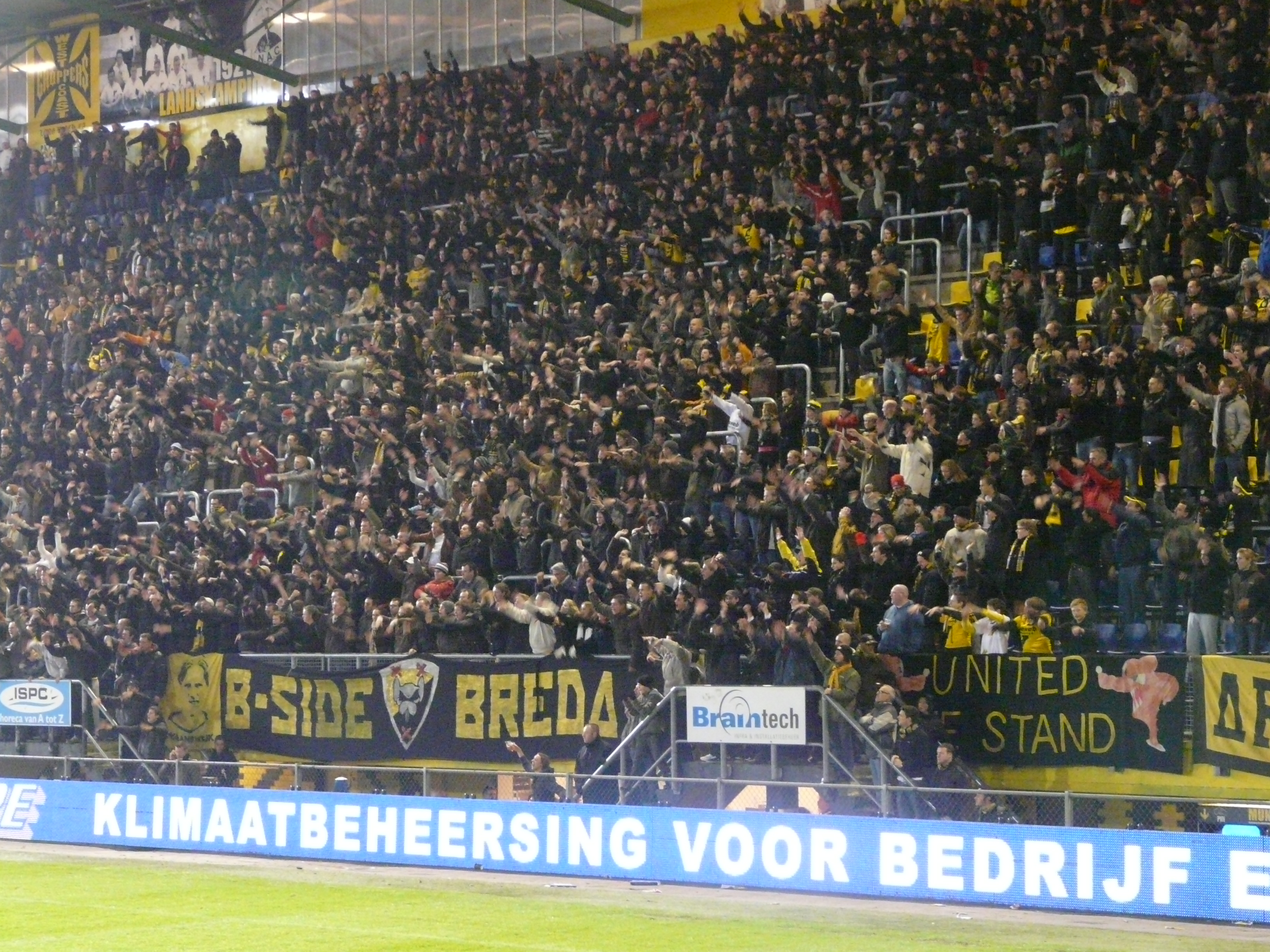
NAC-supporters op de B-side van het stadion

Op 11 augustus 1996 nam de club een nieuw stadion in gebruik. Het Fujifilm Stadion had 29 miljoen gulden gekost, maar bood wel plaats aan 16.400 toeschouwers en beschikte over betere faciliteiten dan het voorgaande stadion. In de jaren daarop werd het stadion ook nog het MyCom Stadion genoemd, vanwege een sponsorovereenkomst. Later werd het stadion officieel vernoemd naar de meest legendarische speler in de geschiedenis van de club Antoon 'Rat' Verlegh; het Rat Verlegh Stadion.
Ondanks de inname van het nieuwe onderkomen ging het bergafwaarts met de sportieve prestaties. Het absolute dieptepunt werd in 1999 bereikt toen de club direct degradeerde naar de eerste divisie. Het seizoen daarop werd er echter hard gewerkt aan een directe terugkeer en werd middels het kampioenschap meteen weer promotie afgedwongen. Ondanks deze prestatie ging het financieel steeds slechter met NAC. Uiteindelijk besloot de gemeente Breda op 30 januari 2003 het stadion op te kopen voor ongeveer vijftien miljoen euro. De club was hiermee gered van de financiële ondergang. Sindsdien huurt NAC het stadion van de gemeente en werd de naam van de club veranderd in NAC Breda.
Kort hierna ging het financieel en sportief beter met de club. De vierde plaats in de competitie werd behaald, waardoor de club in de voorronde van de UEFA Cup 2003/04 mocht gaan spelen waarin het werd uitgeschakeld door Newcastle United. In 2008 wist de ploeg de prestatie te overtreffen door derde te worden in de competitie. Tijdens de play-offs die dat seizoen gespeeld werden, bleek de Intertoto Cup voor NAC Breda het hoogst haalbare.
Op 16 december 2008 werd er een akkoord gesloten tussen de gemeente Breda en diverse betrokken partijen over de uitbreiding van het huidige stadion tot het Stadionkwartier. Zo zou het stadion worden uitgebreid naar 20.400 plaatsen, maar op 3 juli 2012 werd het project Stadionkwartier Breda failliet verklaard. Eerder was al HEJA Projectontwikkeling B.V., dat het Stadionkwartier had ontwikkeld, failliet verklaard.

### 100 jaar
Op 19 september 2012 bestond NAC Breda 100 jaar. Er verscheen een officieel jubileumboek en het hele jaar werden er festiviteiten gehouden, zoals een loterij en NAC-familiedag. Ook werd er een reünie georganiseerd met oud-spelers en -trainers.

### Heen en weer

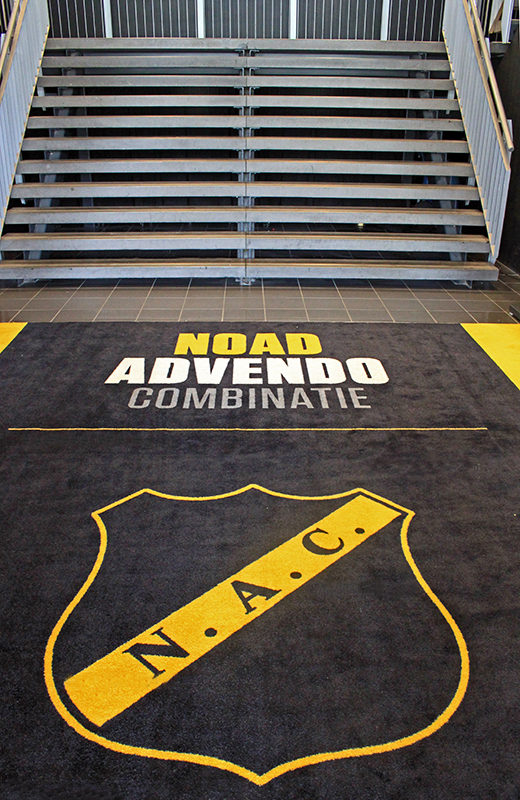
Huidig clublogo in het hoofdgebouw

Nadat de club in het seizoen 2014/15 was gedegradeerd via de play-offs, kwam het in het weer uit in de eerste divisie. Hoofdtrainer Robert Maaskant werd op 6 oktober 2015 per direct ontslagen. De club bezette op dat moment de zesde plaats in de competitie. Marinus Dijkhuizen werd aangesteld als zijn opvolger, terwijl Hans Smulders Maaskants taken als technisch directeur overnam. Het moest al enkele weken voor het einde van de competitie de titel laten aan Sparta Rotterdam, maar wist uiteindelijk de reguliere competitie af te sluiten op de derde plaats. Hierdoor kwalificeerde ze zich voor de play-offs. Het elftal versloeg FC Eindhoven, maar verloor de finale voor promotie/degradatie van streekgenoot Willem II. De club sloot in de laatste maanden van de competitie nog wel een samenwerkingsovereenkomst met de Engelse grootmacht Manchester City, waardoor NAC voor een periode van vijf jaar elk seizoen minimaal vier en maximaal zes spelers van de club tot zijn beschikking zou krijgen.
Het seizoen dat volgde werd de club uiteindelijk vijfde in de competitie onder leiding van hoofdtrainer Stijn Vreven, die de in december ontslagen Dijkhuizen had opgevolgd. Door deze klassering mocht NAC zich wederom opmaken voor de play-offs. Na het uitschakelen van Volendam in de eerste ronde trof het N.E.C. in de finale. Beide wedstrijden werden gewonnen, thuis met 1-0 en uit met 1-4, waardoor NAC na twee seizoenen terugkeerde in de eredivisie. Cyriel Dessers die zorgde er eigenhandig voor dat de Bredanaars promoveerde en tekende na afloop van het seizoen een drie-jarig contract bij Utrecht.
Zonder de uitblinker van het voorgaande seizoen ging NAC de eredivisie in met veel spelers die voor eerste divisievoetbal waren gehaald. Dankzij de samenwerking met Manchester City kon NAC toch een eredivisiewaardig elftal opstellen met daarin jonge talenten, zoals Manu García, Paolo Fernandes en Angeliño. NAC eindigde het seizoen op de veertiende plaats en speelde zich daardoor direct veilig voor nog een seizoen in de eredivisie, mede door twee overwinningen op landskampioen Feyenoord.
Het seizoen erop wist de club geen kwalitatief hoogwaardig elftal samen te stellen en degradeerde het vrij roemloos naar de eerste divisie. Er werden slechts 23 punten behaald. Ruud Brood werd aangesteld om de club terug naar de eredivisie te brengen, maar onder zijn leiding werden wisselvallige resultaten behaald. Zijn opvolger Peter Hyballa wist de ploeg naar de halve finale van de KNVB Beker te leiden, maar eindigde in de competitie niet hoger dan de vijfde plaats. Door het stilleggen van de competitie van de coronacrisis in Nederland en het uiteindelijke beëindigen ervan door de KNVB vond er geen promotie/degradatie plaats na afloop van dat seizoen. Onder leiding van Maurice Steijn draaide NAC het seizoen er op een gedegen seizoen in de eerste divisie, waarin de club zich weer eens plaatste voor de play-offs. Hierin trof het in de eerste ronde eredivisionist FC Emmen dat na strafschoppen werd verslagen en daardoor degradeerde. In de finale was N.E.C. te sterk voor De Parel van het Zuiden, waardoor NAC nog een seizoen in de eerste divisie moest uitkomen. Na afloop van het seizoen was het onrustig binnen de club. Technisch directeur Ton Lokhoff besloot te vertrekken na een aanvaring met Steijn en enkele dagen later was het de trainer zelf die vertrok door vermeende bedreigingen van supporters. Dit leidde vervolgens ook tot een crisismaatregel bij de drie grootaandeelhouders die hun aandelen zouden gaan verkopen.

## Erelijst
| Competitie                    | Aantal | Jaren |
| ----------------------------- | ------ | ----- |
| Nederlands landskampioenschap | 1x     | 1921  |
| Eerste divisie                | 1×     | 2000  |
| KNVB Beker                    | 1×     | 1973  |

## Clubcultuur

### Supporters
NAC staat nationaal bekend om zijn 'Avondje NAC'. De term is in de jaren 70 ontstaan, toen NAC zijn thuiswedstrijden in de avond ging spelen. Onder aanvoering van de fanatieke supportersvakken B-Side, Vak G en Vak F7 steunen de supporters het elftal uit Breda fanatiek. Een gedeelte van de supporters geeft daarnaast ook NAC Fanzine De Rat uit; een onafhankelijk en kritisch fanzine dat over NAC gaat.

### Young Yellow Army
NAC Breda heeft ook een kidsclub genaamd Young Yellow Army. Het is bedoeld voor kinderen en fans in de leeftijd van 0 t/m 17 jaar die lid kunnen worden. Er zijn diverse activiteiten zoals de Line-up en rustactiviteit bij een wedstrijd van NAC Breda. Ook wordt er een zaalvoetbalwedstrijd georganiseerd. De NAC Kids Tour is een rondleiding voor kinderfeestjes.

### Initiatieven
- NAC Streetleague
- NAC Familiedag
- NAC OldStars
- NAC Breda Soccer Camps
- Playing For Success

## Rivaliteit

### Rivaliteit met Willem II
Gezien de vele eredivisionisten uit de provincie Brabant, waaronder PSV, zijn er geregeld derby's. De zwaarst beladen is die met aartsrivaal Willem II uit Tilburg, welke bekendstaat als de Brabantse derby.

### Rivaliteit met Feyenoord
Een andere rivaal van NAC Breda is Feyenoord uit Rotterdam. Wedstrijden tegen deze club leven onder de Bredase supporters, terwijl dit andersom in mindere mate aanwezig is. Vanaf de jaren 90 groeide de rivaliteit door meerdere incidenten tussen supportersgroepen, met onder andere rellen, spreekkoren en verhoogde politie-inzet tijdens wedstrijden. De wedstrijden tussen beide clubs, met name in Breda, zijn sindsdien beladen momenten geworden.

## Vriendschapsbanden

#### Vriendschapsband met Sparta Rotterdam
Supporters van NAC Breda hebben een vriendschapsband met de supporters van Sparta Rotterdam. Aan de warme banden met Sparta ging noodlottig ongeval aan vooraf. Andro Knel, oud-speler van zowel Sparta als NAC, overleed in 1989 tijdens de vliegtuigcrash van het Nederlands Kleurrijk Elftal.

#### Vriendschapsband met KSC Lokeren
De harde kern van NAC heeft al dertig jaar een vriendschapsband met het Belgische KSC Lokeren. Oud-trainer Stijn Vreven en ex-spelers Cyriel Dessers en Edward Linskens hebben eveneens een verleden bij die club.

## Organisatie
| Functie                 | Naam                    | Sinds                   |
| Raad van Commissarissen | Raad van Commissarissen | Raad van Commissarissen |
| ----------------------- | ----------------------- | ----------------------- |
| President-Commissaris   | Henk van Koeveringe     | 2022                    |
| Commissarissen          | Edwin Heeren            | 2022                    |
| Commissarissen          | Pierre van Hooijdonk    | 2022                    |
| Commissarissen          | Jacomine Ravensbergen   | 2022                    |
| Directie                |                         |                         |
| Algemeen directeur      | Remco Oversier          | 2024                    |
| Technisch directeur     | Peter Maas              | 2022                    |

Laatste update: 1 juli 2024

## Eerste elftal

### Selectie
| Nr.           | Naam                  | Sinds      | Contract   | Vorige club            |
| Doelmannen    | Doelmannen            | Doelmannen | Doelmannen | Doelmannen             |
| ------------- | --------------------- | ---------- | ---------- | ---------------------- |
| 1             | Roy Kortsmit          | 2020       | 2027       | Almere City FC         |
| 31            | Kostas Lamprou        | 2025       | 2027       | Feyenoord              |
| 99            | Daniel Bielica        | 2024       | 2026       | Górnik Zabrze          |
| Verdedigers   |                       |            |            |                        |
| 2             | Boyd Lucassen         | 2022       | 2027       | Go Ahead Eagles        |
| 4             | Boy Kemper            | 2023       | 2026       | ADO Den Haag           |
| 5             | Terence Kongolo       | 2024       | 2026       | Fulham FC              |
| 12            | Leo Greiml            | 2024       | 2027       | FC Schalke 04          |
| 15            | Enes Mahmutović       | 2024       | 2026       | CSKA Sofia             |
| 18            | Daan van Reeuwijk     | 2024       | 2029       |                        |
| 22            | Rio Hillen            | 2025       | 2029       | De Graafschap          |
| 25            | Cherrion Valerius     | 2024       | 2027       |                        |
|               | Jayden Candelaria     | 2025       | 2028       | Feyenoord              |
| Middenvelders |                       |            |            |                        |
| 6             | Casper Staring        | 2023       | 2026       | FC Twente              |
| 8             | Clint Leemans         | 2023       | 2026       | Viborg FF              |
| 10            | Mohamed Nassoh        | 2025       | 2029       | Sparta Rotterdam       |
| 11            | Raul Paula            | 2024       | 2026       | VfB Stuttgart          |
| 16            | Max Balard            | 2024       | 2027       | Central Coast Mariners |
| 20            | Fredrik Oldrup Jensen | 2024       | 2026       | Vålerenga IF           |
| 28            | Lars Mol              | 2023       | 2026       |                        |
| 90            | Lewis Holtby          | 2025       | 2027       | Holstein Kiel          |
| Aanvallers    |                       |            |            |                        |
| 7             | Charles-Andreas Brym  | 2025       | 2028       | Almere City FC         |
| 9             | Moussa Soumano        | 2025       | 2029       | AC Ajaccio             |
| 14            | Kamal Sowah           | 2025       | 2027       | Club Brugge            |
| 17            | Sydney van Hooijdonk  | 2025       | 2026       | Cesena FC              |
| 23            | Dion Versluis         | 2025       |            |                        |
| 32            | Juho Talvitie         | 2025       | 2026       | Lommel SK              |
| 55            | Brahim Ghalidi        | 2025       | 2028       | Standard Luik          |

Laatste update: 18 augustus 2025

### Staf
| Functie            | Naam             | Sinds | Contract | Vorige club   |
| ------------------ | ---------------- | ----- | -------- | ------------- |
| Hoofdtrainer       | Carl Hoefkens    | 2024  | 2027     | Standard Luik |
| Assistent-trainers | Serdal Güvenç    | 2024  | 2026     | Sint-Truiden  |
| Assistent-trainers | Tomasz Kaczmarek | 2024  | 2026     | Den Bosch     |
| Keeperstrainer     | Gábor Babos      | 2020  | 2026     | N.E.C.        |
| Teammanager        | John Karelse     | 2023  | 2026     | Achilles Veen |

Laatste update: 8 augustus 2025

## Overzichtslijsten

### Prestaties per seizoen

#### Eindklasseringen
- 1913 7e
Tweede klasse A
- 1914 3e
Tweede klasse A
- 1915 3e
Tweede klasse
- 1916 2e
Eerste klasse
- 1917 2e
Eerste klasse
- 1918 2e
Eerste klasse
- 1919 1e
Eerste klasse
- 1920 2e
Eerste klasse
- 1921 1e
Eerste klasse
- 1922 1e
Eerste klasse
- 1923 2e
Eerste klasse
- 1924 1e
Eerste klasse
- 1925 1e
Eerste klasse
- 1926 3e
Eerste klasse
- 1927 1e
Eerste klasse
- 1928 3e
Eerste klasse
- 1929 4e
Eerste klasse
- 1930 3e
Eerste klasse
- 1931 2e
Eerste klasse
- 1932 3e
Eerste klasse
- 1933 5e
Eerste klasse
- 1934 9e
Eerste klasse
- 1935 2e
Eerste klasse
- 1936 1e
Eerste klasse
- 1937 4e
Eerste klasse
- 1938 2e
Eerste klasse
- 1939 3e
Eerste klasse
- 1940 8e
Eerste klasse
- 1941 4e
Eerste klasse
- 1942 2e
Eerste klasse
- 1943 5e
Eerste klasse
- 1944 4e
Eerste klasse
- 1945
- 1946 1e
Eerste klasse
- 1947 4e
Eerste klasse
- 1948 2e
Eerste klasse
- 1949 5e
Eerste klasse
- 1950 7e
Eerste klasse
- 1951 5e
Eerste klasse D
- 1952 9e
Eerste klasse C
- 1953 6e
Eerste klasse D
- 1954 11e
Eerste klasse C
- 1955 1e
Eerste klasse (prof) A
- 1956 2e
Hoofdklasse (prof) A
- 1957 9e
Eredivisie
- 1958 8e
Eredivisie
- 1959 11e
Eredivisie
- 1960 5e
Eredivisie
- 1961 9e
Eredivisie
- 1962 5e
Eredivisie
- 1963 6e
Eredivisie
- 1964 6e
Eredivisie
- 1965 16e
Eredivisie
- 1966 3e
Eerste divisie
- 1967 12e
Eredivisie
- 1968 15e
Eredivisie
- 1969 7e
Eredivisie
- 1970 10e
Eredivisie
- 1971 14e
Eredivisie
- 1972 13e
Eredivisie
- 1973 16e
Eredivisie
- 1974 16e
Eredivisie
- 1975 16e
Eredivisie
- 1976 11e
Eredivisie
- 1977 8e
Eredivisie
- 1978 11e
Eredivisie
- 1979 10e
Eredivisie
- 1980 16e
Eredivisie
- 1981 13e
Eredivisie
- 1982 11e
Eredivisie
- 1983 17e
Eredivisie
- 1984 3e
Eerste divisie
- 1985 17e
Eredivisie
- 1986 13e
Eerste divisie
- 1987 8e
Eerste divisie
- 1988 17e
Eerste divisie
- 1989 7e
Eerste divisie
- 1990 2e
Eerste divisie
- 1991 2e
Eerste divisie
- 1992 4e
Eerste divisie
- 1993 3e
Eerste divisie
- 1994 7e
Eredivisie
- 1995 10e
Eredivisie
- 1996 8e
Eredivisie
- 1997 9e
Eredivisie
- 1998 12e
Eredivisie
- 1999 18e
Eredivisie
- 2000 1e
Eerste divisie
- 2001 9e
Eredivisie
- 2002 6e
Eredivisie
- 2003 4e
Eredivisie
- 2004 9e
Eredivisie
- 2005 15e
Eredivisie
- 2006 16e
Eredivisie
- 2007 11e (12e)
Eredivisie
- 2008 3e (7e)
Eredivisie
- 2009 8e (6e)
Eredivisie
- 2010 10e
Eredivisie
- 2011 13e
Eredivisie
- 2012 13e
Eredivisie
- 2013 13e
Eredivisie
- 2014 15e
Eredivisie
- 2015 16e
Eredivisie
- 2016 3e
Eerste divisie
- 2017 5e
Eerste divisie
- 2018 14e
Eredivisie
- 2019 18e
Eredivisie
- 2020 5e
Eerste divisie
- 2021 5e
Eerste divisie
- 2022 8e
Eerste divisie
- 2023 6e
Eerste divisie
- 2024 8e
Eerste divisie
- 2025 15e
Eredivisie

In elke staaf van de grafiek staat van boven naar beneden vermeld: 
- Eindnotering

Dit is de positie die de club heeft bereikt in de competitie, zonder eventuele beslissings-, play-off- of nacompetitiewedstrijden die nodig zijn geweest om bijvoorbeeld de kampioen van de competitie te bepalen.
Indien een * achter het getal staat is de notering een tussenstand en kan het zijn dat de notering niet overeenkomt met de uiteindelijke eindstand van de competitie.
Staat er een - dan is het seizoen nog bezig en is er geen definitieve uitslag bekend.
Staat er xx op de positie van de notering, dan heeft de club vroegtijdig de competitie verlaten. Dit kan onder andere komen door terugtrekking van het team, faillissement van de club of door een uitgedeelde straf van de KNVB. In veel gevallen staat elders in het artikel de reden vermeld.
Staat er een ? dan is het resultaat uit het verleden onbekend, en is alleen de competitie of het niveau bekend van dat seizoen.
In de seizoenen 2019/20 en 2020/21 werd wegens de coronacrisis het amateurvoetbal afgebroken. Daardoor kennen deze staven geen eindklassering (middels -- weergegeven).
- Competitieniveau en afdelingsletter of Officiële eindstand Eredivisie
  - Competitieniveau en afdelingsletter

Hierbij geeft het getal het niveau weer, dat ook terug te vinden is in de legenda. De letter is de afdelingsaanduiding en wordt gebruikt wanneer er meer afdelingen zijn op hetzelfde niveau. De afdelingsletter is altijd een hoofdletter en wordt meestal zonder nummer gebruikt.
Voorbeeld: 2F is niveau 2e klasse competitie F.
Het competitieniveau en nummer wordt niet vermeld wanneer er slechts één competitie van dit niveau was.
  - Officiële eindstand Eredivisie (getal staat tussen haakjes vermeld)

Sinds de introductie van play-offwedstrijden voor Europees voetbal na afloop van de reguliere competitie in 2005/06, is de KNVB verplicht een eindstand van de Eredivisie door te geven aan de UEFA aan de hand van deze play-offwedstrijden.
Bij deze eindstand staan clubs die zich hebben gekwalificeerd voor Europees voetbal hoger dan clubs die zich niet wisten te kwalificeren. Indien er geen verschil was tussen de eindnotering en de officiële eindstand, staat dit getal niet vermeld.

- Onderafdeling

Hier staat afgekort de naam van de onderafdeling indien de club in dat jaar in een onderafdeling uitkwam. Tevens staat deze afkorting in de legenda en wordt gelinkt naar het artikel over deze onderafdeling. Deze afkorting wordt alleen vermeld wanneer de club in het verleden in verschillende onderafdelingen heeft gespeeld. Deze vermelding is in de staaf altijd in kleine letters. Deze onderafdelingen zijn na het seizoen 1995/96 afgeschaft. Heeft de club in slechts één onderafdeling gespeeld, dan is dit alleen terug te vinden in de legenda.
Onder de staaf staat het jaartal vermeld waarin het seizoen is afgesloten. 15 verwijst naar het seizoen 2014/15 of eventueel het seizoen 1914/15.
Wanneer een staaf leeg is, zijn deze gegevens niet bekend. Het kan ook zijn dat de club dat seizoen niet heeft meegespeeld op het hogere amateurniveau, vroegtijdig de competitie heeft verlaten of uit de competitie is gezet.

In het seizoen 1944/45 was er wegens de Tweede Wereldoorlog geen regulier competitievoetbal.
- Hoofdklasse (prof)
- Eredivisie
- Eerste klasse (prof)
- Eerste divisie
- Eerste klasse
- Tweede klasse

- 1954 – 2003: NAC
- 2003 – heden: NAC Breda

#### Seizoensoverzichten
| seizoen | competitie                      | klassering | KNVB Beker                               | bijzonderheden                                                        |
| ------- | ------------------------------- | ---------- | ---------------------------------------- | --------------------------------------------------------------------- |
| 1912/13 | 2e Klasse A Zuid                | 7e         |                                          | Promotie/degradatiewedstrijd gewonnen van Den Berg                    |
| 1913/14 | 2e Klasse A Zuid                | 3e         |                                          |                                                                       |
| 1914/15 | 1e Klasse B Zuid                | 3e         | Vierde ronde (NAC-HVV 1-4)               | Ingedeeld in 1e Klasse in verband met Eerste Wereldoorlog             |
| 1915/16 | 1e Klasse Zuid                  | 2e         | Vierde ronde (Be Quick – NAC 3-2)        | Eerste in promotie/degradatiecompetitie; lijfsbehoud in 1e Klasse     |
| 1916/17 | 1e Klasse Zuid                  | 2e         | Derde ronde (Be Quick – NAC 4-3)         |                                                                       |
| 1917/18 | 1e Klasse Zuid                  | 2e         | Derde ronde (NAC – VOC 2-3)              |                                                                       |
| 1918/19 | 1e Klasse Zuid                  | 1e         |                                          |                                                                       |
|         | Kampioenscompetitie             | 4e         |                                          |                                                                       |
| 1919/20 | 1e Klasse Zuid                  | 2e         |                                          |                                                                       |
| 1920/21 | 1e Klasse Zuid                  | 1e         |                                          |                                                                       |
|         | Kampioenscompetitie             | 1e         |                                          | Eerste en enige landskampioenschap                                    |
| 1921/22 | 1e Klasse Zuid                  | 1e         |                                          |                                                                       |
|         | Kampioenscompetitie             | 3e         |                                          |                                                                       |
| 1922/23 | 1e Klasse Zuid                  | 2e         |                                          |                                                                       |
| 1923/24 | 1e Klasse                       | 1e         |                                          |                                                                       |
|         | Kampioenscompetitie             | 3e         |                                          |                                                                       |
| 1924/25 | 1e Klasse Zuid                  | 1e         | Eerste ronde (Wilhelmina – NAC 2-1)      |                                                                       |
|         | Kampioenscompetitie             | 2e         |                                          |                                                                       |
| 1925/26 | 1e Klasse Zuid                  | 3e         | Vierde ronde (NAC – Enschedese Boys 2-2) |                                                                       |
| 1926/27 | 1e Klasse Zuid                  | 1e         | Derde ronde (VUC – NAC 5-2)              |                                                                       |
|         | Kampioenscompetitie             | 2e         |                                          |                                                                       |
| 1927/28 | 1e Klasse Zuid                  | 3e         | Derde ronde (NAC – Sparta 1-4)           |                                                                       |
| 1928/29 | 1e Klasse Zuid                  | 4e         |                                          | Laagste klassering sinds seizoen van oprichting                       |
| 1929/30 | 1e Klasse Zuid                  | 3e         | Halve finale (Excelsior – NAC 5-2)       |                                                                       |
| 1930/31 | 1e Klasse Zuid                  | 2e         |                                          |                                                                       |
| 1931/32 | 1e Klasse Zuid                  | 3e         | Derde ronde (NAC – West Frisia 1-3)      | Nieuw stadion aan de Heuvelstraat; laatste wedstrijd Antoon Verlegh   |
| 1932/33 | 1e Klasse Zuid                  | 5e         |                                          |                                                                       |
| 1933/34 | 1e Klasse Zuid                  | 9e         | Halve finale (NAC – Feyenoord 2-4)       |                                                                       |
| 1934/35 | 1e Klasse Zuid                  | 2e         | Vierde ronde (NAC – ZFC 0-0 n.p.)        |                                                                       |
| 1935/36 | 1e Klasse Zuid                  | 1e         | Zesde ronde (HBS – NAC 7-5)              |                                                                       |
|         | Kampioenscompetitie             | 5e         |                                          |                                                                       |
| 1936/37 | 1e Klasse Zuid                  | 4e         |                                          |                                                                       |
| 1937/38 | 1e Klasse Zuid                  | 2e         |                                          |                                                                       |
| 1938/39 | 1e Klasse Zuid                  | 3e         | Derde ronde (OVVO – NAC 2-0)             |                                                                       |
| 1939/40 | 1e Klasse Zuid (noodcompetitie) | 8e         |                                          | Twee wedstrijden niet gespeeld in verband met Tweede Wereldoorlog     |
| 1940/41 | 1e Klasse Zuid                  | 4e         |                                          |                                                                       |
| 1941/42 | 1e Klasse Zuid                  | 2e         |                                          |                                                                       |
| 1942/43 | 1e Klasse Zuid                  | 5e         | Eerste ronde (NAC – KVW 0-0 n.p.)        |                                                                       |
| 1943/44 | 1e Klasse Zuid                  | 4e         | Tweede ronde (NAC – DFC 2-5)             |                                                                       |
| 1944/45 | 1e Klasse Zuid (noodcompetitie) | 7e         |                                          | Slechts twee wedstrijden gespeeld, in verband met Tweede Wereldoorlog |
| 1945/46 | 1e Klasse Zuid I                | 1e         | Uitgeschakeld in poule                   | Bekertoernooi niet afgemaakt in verband met tijdgebrek                |
|         | Kampioenscompetitie             | 4e         |                                          |                                                                       |
| 1946/47 | 1e Klasse Zuid I                | 4e         |                                          |                                                                       |
| 1947/48 | 1e Klasse Zuid II               | 2e         | Geen deelname                            |                                                                       |
| 1948/49 | 1e Klasse Zuid I                | 5e         | Derde voorronde (NAC – Helmondia 1-1)    |                                                                       |
| 1949/50 | 1e Klasse Zuid I                | 7e         | Vierde ronde (NAC – Groene Ster 1-3)     | Erevoorzitter Asselbergs overleden                                    |
| 1950/51 | 1e Klasse D                     | 5e         |                                          | Voor het eerst landelijke competities                                 |
| 1951/52 | 1e Klasse C                     | 9e         |                                          |                                                                       |
| 1952/53 | 1e Klasse D                     | 6e         |                                          |                                                                       |
| 1953/54 | 1e Klasse C                     | 10e        |                                          |                                                                       |

| Resultaten van NAC sinds de toetreding in het betaald voetbal in 1954 | Resultaten van NAC sinds de toetreding in het betaald voetbal in 1954 | Resultaten van NAC sinds de toetreding in het betaald voetbal in 1954 | Resultaten van NAC sinds de toetreding in het betaald voetbal in 1954 | Resultaten van NAC sinds de toetreding in het betaald voetbal in 1954 | Resultaten van NAC sinds de toetreding in het betaald voetbal in 1954 | Resultaten van NAC sinds de toetreding in het betaald voetbal in 1954 | Resultaten van NAC sinds de toetreding in het betaald voetbal in 1954 | Resultaten van NAC sinds de toetreding in het betaald voetbal in 1954 | Resultaten van NAC sinds de toetreding in het betaald voetbal in 1954 | Resultaten van NAC sinds de toetreding in het betaald voetbal in 1954 | Resultaten van NAC sinds de toetreding in het betaald voetbal in 1954 | Resultaten van NAC sinds de toetreding in het betaald voetbal in 1954 |
| Seizoen                                                               | Competitie                                                            | Competitie                                                            | Competitie                                                            | Competitie                                                            | Competitie                                                            | Competitie                                                            | Competitie                                                            | Competitie                                                            | Competitie                                                            | Kwalificatie                                                          | KNVB Beker                                                            | Bijzonderheid |
| Seizoen                                                               | Divisie                                                               | GW                                                                    | W                                                                     | G                                                                     | V                                                                     | PNT                                                                   | DV                                                                    | DT                                                                    | POS                                                                   | Kwalificatie                                                          | KNVB Beker                                                            | Bijzonderheid |
| --------------------------------------------------------------------- | --------------------------------------------------------------------- | --------------------------------------------------------------------- | --------------------------------------------------------------------- | --------------------------------------------------------------------- | --------------------------------------------------------------------- | --------------------------------------------------------------------- | --------------------------------------------------------------------- | --------------------------------------------------------------------- | --------------------------------------------------------------------- | --------------------------------------------------------------------- | --------------------------------------------------------------------- | --- |
| 1954/55                                                               | Eerste klasse C                                                       | 9                                                                     | 7                                                                     | 0                                                                     | 2                                                                     | 14                                                                    | 21                                                                    | 7                                                                     | 2e                                                                    | –                                                                     | Geen bekertoernooi                                                    | NAC treedt toe tot het betaald voetbal De competitie werd na de fusie van de KNVB en de NBVB niet afgemaakt. Alle teams werden opnieuw ingedeeld. Wedstrijden om het kampioenschap van Nederland tegen Eindhoven (2–3 & 5–2), PSV (0–2 & 2–2) en Willem II (3–1 & 2–2) |
| 1954/55                                                               | Eerste klasse A                                                       | 26                                                                    | 18                                                                    | 5                                                                     | 3                                                                     | 41                                                                    | 60                                                                    | 24                                                                    | 1e                                                                    | Kampioencompetitie Hoofdklasse                                        | Geen bekertoernooi                                                    | |
| 1955/56                                                               | Hoofdklasse B                                                         | 34                                                                    | 20                                                                    | 5                                                                     | 9                                                                     | 45                                                                    | 58                                                                    | 40                                                                    | 2e                                                                    | Kampioenscompetitie Eredivisie                                        | Geen bekertoernooi                                                    | Wedstrijden om het kampioenschap van Nederland tegen Elinkwijk (5–2 & 3–2), Rapid JC (0–1 & 1–5) en Sparta (2–0 & 2–1) |
| 1956/57                                                               | Eredivisie                                                            | 34                                                                    | 14                                                                    | 8                                                                     | 12                                                                    | 36                                                                    | 59                                                                    | 61                                                                    | 9e                                                                    |                                                                       | 3e ronde                                                              | |
| 1957/58                                                               | Eredivisie                                                            | 34                                                                    | 15                                                                    | 5                                                                     | 14                                                                    | 35                                                                    | 69                                                                    | 70                                                                    | 8e                                                                    |                                                                       | 4e ronde                                                              | |
| 1958/59                                                               | Eredivisie                                                            | 34                                                                    | 13                                                                    | 6                                                                     | 15                                                                    | 32                                                                    | 72                                                                    | 72                                                                    | 11e                                                                   |                                                                       | Kwartfinale                                                           | |
| 1959/60                                                               | Eredivisie                                                            | 34                                                                    | 15                                                                    | 9                                                                     | 10                                                                    | 39                                                                    | 56                                                                    | 53                                                                    | 5e                                                                    |                                                                       | Geen bekertoernooi                                                    | |
| 1960/61                                                               | Eredivisie                                                            | 34                                                                    | 15                                                                    | 4                                                                     | 15                                                                    | 34                                                                    | 59                                                                    | 64                                                                    | 9e                                                                    |                                                                       | Finalist                                                              | |
| 1961/62                                                               | Eredivisie                                                            | 34                                                                    | 15                                                                    | 8                                                                     | 11                                                                    | 38                                                                    | 60                                                                    | 49                                                                    | 5e                                                                    |                                                                       | Kwartfinale                                                           | |
| 1962/63                                                               | Eredivisie                                                            | 30                                                                    | 11                                                                    | 10                                                                    | 9                                                                     | 32                                                                    | 51                                                                    | 48                                                                    | 6e                                                                    |                                                                       | 3e ronde                                                              | |
| 1963/64                                                               | Eredivisie                                                            | 30                                                                    | 14                                                                    | 6                                                                     | 10                                                                    | 34                                                                    | 56                                                                    | 53                                                                    | 6e                                                                    |                                                                       | 2e ronde                                                              | |
| 1964/65                                                               | Eredivisie                                                            | 30                                                                    | 7                                                                     | 8                                                                     | 15                                                                    | 22                                                                    | 34                                                                    | 49                                                                    | 16e                                                                   | Rechtstreekse degradatie                                              | Halve finale                                                          | |
| 1965/66                                                               | Eerste divisie                                                        | 28                                                                    | 15                                                                    | 9                                                                     | 4                                                                     | 39                                                                    | 50                                                                    | 22                                                                    | 3e                                                                    | Rechtstreekse promotie                                                | Kwartfinale                                                           | |
| 1966/67                                                               | Eredivisie                                                            | 34                                                                    | 10                                                                    | 9                                                                     | 15                                                                    | 29                                                                    | 44                                                                    | 50                                                                    | 12e                                                                   | Europacup II                                                          | Finalist                                                              | |
| 1967/68                                                               | Eredivisie                                                            | 34                                                                    | 9                                                                     | 8                                                                     | 17                                                                    | 26                                                                    | 25                                                                    | 56                                                                    | 15e                                                                   |                                                                       | Groepsfase                                                            | |
| 1968/69                                                               | Eredivisie                                                            | 34                                                                    | 10                                                                    | 15                                                                    | 9                                                                     | 35                                                                    | 50                                                                    | 48                                                                    | 7e                                                                    |                                                                       | 2e ronde                                                              | |
| 1969/70                                                               | Eredivisie                                                            | 34                                                                    | 11                                                                    | 10                                                                    | 13                                                                    | 32                                                                    | 40                                                                    | 54                                                                    | 10e                                                                   |                                                                       | 2e ronde                                                              | |
| 1970/71                                                               | Eredivisie                                                            | 34                                                                    | 7                                                                     | 10                                                                    | 17                                                                    | 24                                                                    | 40                                                                    | 61                                                                    | 14e                                                                   |                                                                       | 1e ronde                                                              | |
| 1971/72                                                               | Eredivisie                                                            | 34                                                                    | 9                                                                     | 9                                                                     | 16                                                                    | 27                                                                    | 39                                                                    | 58                                                                    | 13e                                                                   |                                                                       | 2e ronde                                                              | |
| 1972/73                                                               | Eredivisie                                                            | 34                                                                    | 7                                                                     | 7                                                                     | 20                                                                    | 21                                                                    | 26                                                                    | 57                                                                    | 16e                                                                   | Europacup II                                                          | Winnaar                                                               | |
| 1973/74                                                               | Eredivisie                                                            | 34                                                                    | 6                                                                     | 10                                                                    | 18                                                                    | 22                                                                    | 44                                                                    | 72                                                                    | 16e                                                                   |                                                                       | Finalist                                                              | |
| 1974/75                                                               | Eredivisie                                                            | 34                                                                    | 8                                                                     | 9                                                                     | 17                                                                    | 25                                                                    | 38                                                                    | 62                                                                    | 16e                                                                   |                                                                       | 2e ronde                                                              | |
| 1975/76                                                               | Eredivisie                                                            | 34                                                                    | 9                                                                     | 10                                                                    | 15                                                                    | 28                                                                    | 26                                                                    | 53                                                                    | 11e                                                                   |                                                                       | 2e ronde                                                              | |
| 1976/77                                                               | Eredivisie                                                            | 34                                                                    | 11                                                                    | 12                                                                    | 11                                                                    | 34                                                                    | 41                                                                    | 53                                                                    | 8e                                                                    |                                                                       | Kwartfinale                                                           | |
| 1977/78                                                               | Eredivisie                                                            | 34                                                                    | 10                                                                    | 11                                                                    | 13                                                                    | 31                                                                    | 37                                                                    | 51                                                                    | 11e                                                                   |                                                                       | 2e ronde                                                              | |
| 1978/79                                                               | Eredivisie                                                            | 34                                                                    | 8                                                                     | 15                                                                    | 11                                                                    | 31                                                                    | 41                                                                    | 51                                                                    | 10e                                                                   |                                                                       | Kwartfinale                                                           | |
| 1979/80                                                               | Eredivisie                                                            | 34                                                                    | 10                                                                    | 7                                                                     | 17                                                                    | 27                                                                    | 35                                                                    | 59                                                                    | 16e                                                                   |                                                                       | 2e ronde                                                              | |
| 1980/81                                                               | Eredivisie                                                            | 34                                                                    | 9                                                                     | 9                                                                     | 16                                                                    | 27                                                                    | 46                                                                    | 66                                                                    | 13e                                                                   |                                                                       | 2e ronde                                                              | |
| 1981/82                                                               | Eredivisie                                                            | 34                                                                    | 12                                                                    | 9                                                                     | 13                                                                    | 33                                                                    | 42                                                                    | 48                                                                    | 11e                                                                   |                                                                       | 3e ronde                                                              | |
| 1982/83                                                               | Eredivisie                                                            | 34                                                                    | 6                                                                     | 12                                                                    | 16                                                                    | 24                                                                    | 39                                                                    | 75                                                                    | 17e                                                                   | Rechtstreekse degradatie                                              | 2e ronde                                                              | |
| 1983/84                                                               | Eerste divisie                                                        | 32                                                                    | 18                                                                    | 5                                                                     | 9                                                                     | 41                                                                    | 72                                                                    | 49                                                                    | 3e                                                                    | Nacompetitie                                                          | 2e ronde                                                              | Promotiewedstrijden tegen De Graafschap (1–1 & 1–1), N.E.C. (3–1 & 1–0) en FC VVV (5–0 & 1–0) |
| 1984/85                                                               | Eredivisie                                                            | 34                                                                    | 7                                                                     | 5                                                                     | 22                                                                    | 19                                                                    | 35                                                                    | 68                                                                    | 17e                                                                   | Rechtstreekse degradatie                                              | 3e ronde                                                              | |
| 1985/86                                                               | Eerste divisie                                                        | 36                                                                    | 10                                                                    | 12                                                                    | 14                                                                    | 32                                                                    | 54                                                                    | 61                                                                    | 13e                                                                   |                                                                       | 3e ronde                                                              | |
| 1986/87                                                               | Eerste divisie                                                        | 36                                                                    | 13                                                                    | 13                                                                    | 10                                                                    | 39                                                                    | 48                                                                    | 45                                                                    | 8e                                                                    |                                                                       | 1e ronde                                                              | |
| 1987/88                                                               | Eerste divisie                                                        | 36                                                                    | 9                                                                     | 7                                                                     | 20                                                                    | 25                                                                    | 45                                                                    | 69                                                                    | 17e                                                                   |                                                                       | 1e ronde                                                              | |
| 1988/89                                                               | Eerste divisie                                                        | 36                                                                    | 16                                                                    | 11                                                                    | 9                                                                     | 43                                                                    | 61                                                                    | 49                                                                    | 7e                                                                    |                                                                       | 1e ronde                                                              | |
| 1989/90                                                               | Eerste divisie                                                        | 36                                                                    | 16                                                                    | 11                                                                    | 9                                                                     | 43                                                                    | 55                                                                    | 39                                                                    | 2e                                                                    | Nacompetitie                                                          | 2e ronde                                                              | Promotiewedstrijden tegen Go Ahead Eagles (0–2 & 3–2) en sc Heerenveen (0–1 & 3–2) |
| 1990/91                                                               | Eerste divisie                                                        | 38                                                                    | 21                                                                    | 14                                                                    | 3                                                                     | 56                                                                    | 94                                                                    | 50                                                                    | 2e                                                                    | Nacompetitie                                                          | 3e ronde                                                              | Promotiewedstrijden tegen AZ (4–1 & 1–2) en FC Zwolle (2–0 & 0–2), finalewedstrijd tegen VVV (0–1 & 2–1) en een promotiewedstrijd tegen SVV (1–4 en 1–1) |
| 1991/92                                                               | Eerste divisie                                                        | 38                                                                    | 16                                                                    | 12                                                                    | 10                                                                    | 44                                                                    | 65                                                                    | 48                                                                    | 4e                                                                    | Nacompetitie                                                          | 3e ronde                                                              | Promotiewedstrijden tegen Go Ahead Eagles (0–0 & 0–1) en Heracles '74 (3–0 & 1–0) |
| 1992/93                                                               | Eerste divisie                                                        | 34                                                                    | 19                                                                    | 7                                                                     | 8                                                                     | 45                                                                    | 73                                                                    | 39                                                                    | 3e                                                                    | Nacompetitie                                                          | 2e ronde                                                              | Promotiewedstrijden tegen FC Den Bosch (2–0 & 3–0) en De Graafschap (2–1 & 4–0) |
| 1993/94                                                               | Eredivisie                                                            | 34                                                                    | 14                                                                    | 10                                                                    | 10                                                                    | 38                                                                    | 61                                                                    | 52                                                                    | 7e                                                                    |                                                                       | Halve finale                                                          | |
| 1994/95                                                               | Eredivisie                                                            | 34                                                                    | 11                                                                    | 7                                                                     | 16                                                                    | 40                                                                    | 41                                                                    | 54                                                                    | 10e                                                                   |                                                                       | Kwartfinale                                                           | |
| 1995/96                                                               | Eredivisie                                                            | 34                                                                    | 14                                                                    | 10                                                                    | 10                                                                    | 52                                                                    | 58                                                                    | 44                                                                    | 8e                                                                    |                                                                       | 3e ronde                                                              | |
| 1996/97                                                               | Eredivisie                                                            | 34                                                                    | 10                                                                    | 10                                                                    | 14                                                                    | 40                                                                    | 41                                                                    | 54                                                                    | 9e                                                                    |                                                                       | 2e ronde                                                              | |
| 1997/98                                                               | Eredivisie                                                            | 34                                                                    | 12                                                                    | 6                                                                     | 16                                                                    | 42                                                                    | 41                                                                    | 49                                                                    | 12e                                                                   |                                                                       | Kwartfinale                                                           | |
| 1998/99                                                               | Eredivisie                                                            | 34                                                                    | 4                                                                     | 11                                                                    | 19                                                                    | 23                                                                    | 41                                                                    | 61                                                                    | 18e                                                                   | Rechtstreekse degradatie                                              | 3e ronde                                                              | |
| 1999/00                                                               | Eerste divisie                                                        | 34                                                                    | 27                                                                    | 1                                                                     | 6                                                                     | 82                                                                    | 84                                                                    | 36                                                                    | 1e                                                                    | Rechtstreekse promotie                                                | 1e ronde                                                              | |
| 2000/01                                                               | Eredivisie                                                            | 34                                                                    | 13                                                                    | 10                                                                    | 11                                                                    | 49                                                                    | 41                                                                    | 40                                                                    | 9e                                                                    |                                                                       | 2e ronde                                                              | |
| 2001/02                                                               | Eredivisie                                                            | 34                                                                    | 15                                                                    | 9                                                                     | 10                                                                    | 54                                                                    | 55                                                                    | 52                                                                    | 6e                                                                    | UEFA Intertoto Cup                                                    | 2e ronde                                                              | |
| 2002/03                                                               | Eredivisie                                                            | 34                                                                    | 13                                                                    | 13                                                                    | 8                                                                     | 52                                                                    | 42                                                                    | 31                                                                    | 4e                                                                    | UEFA Cup                                                              | 3e ronde                                                              | Naamsverandering naar NAC Breda |
| 2003/04                                                               | Eredivisie                                                            | 34                                                                    | 12                                                                    | 10                                                                    | 12                                                                    | 46                                                                    | 58                                                                    | 55                                                                    | 9e                                                                    |                                                                       | Halve finale                                                          | |
| 2004/05                                                               | Eredivisie                                                            | 34                                                                    | 9                                                                     | 8                                                                     | 17                                                                    | 35                                                                    | 43                                                                    | 67                                                                    | 15e                                                                   |                                                                       | Kwartfinale                                                           | |
| 2005/06                                                               | Eredivisie                                                            | 34                                                                    | 8                                                                     | 9                                                                     | 17                                                                    | 33                                                                    | 45                                                                    | 66                                                                    | 16e                                                                   | Nacompetitie                                                          | 3e ronde                                                              | Degradatiewedstrijden tegen TOP Oss (0–0 & 2–2 (5–3 na strafschoppen)) en FC Volendam (2–1 & 0–0) |
| 2006/07                                                               | Eredivisie                                                            | 34                                                                    | 12                                                                    | 7                                                                     | 15                                                                    | 43                                                                    | 43                                                                    | 54                                                                    | 11e                                                                   |                                                                       | Halve finale                                                          | |
| 2007/08                                                               | Eredivisie                                                            | 34                                                                    | 19                                                                    | 6                                                                     | 9                                                                     | 63                                                                    | 48                                                                    | 40                                                                    | 3e                                                                    | UEFA Intertoto Cup                                                    | Halve finale                                                          | |
| 2008/09                                                               | Eredivisie                                                            | 34                                                                    | 13                                                                    | 6                                                                     | 15                                                                    | 45                                                                    | 44                                                                    | 54                                                                    | 8e                                                                    | Play-offs Euroea League UEFA Europa League 2009/10                    | Halve finale                                                          | |
| 2009/10                                                               | Eredivisie                                                            | 34                                                                    | 12                                                                    | 10                                                                    | 12                                                                    | 46                                                                    | 42                                                                    | 49                                                                    | 10e                                                                   |                                                                       | Kwartfinale                                                           | |
| 2010/11                                                               | Eredivisie                                                            | 34                                                                    | 12                                                                    | 5                                                                     | 17                                                                    | 41                                                                    | 44                                                                    | 60                                                                    | 13e                                                                   |                                                                       | Kwartfinale                                                           | |
| 2011/12                                                               | Eredivisie                                                            | 34                                                                    | 10                                                                    | 8                                                                     | 16                                                                    | 38                                                                    | 45                                                                    | 54                                                                    | 13e                                                                   |                                                                       | 2e ronde                                                              | |
| 2012/13                                                               | Eredivisie                                                            | 34                                                                    | 10                                                                    | 8                                                                     | 16                                                                    | 38                                                                    | 40                                                                    | 56                                                                    | 13e                                                                   |                                                                       | Achtste finale                                                        | |
| 2013/14                                                               | Eredivisie                                                            | 34                                                                    | 8                                                                     | 11                                                                    | 15                                                                    | 35                                                                    | 43                                                                    | 54                                                                    | 15e                                                                   |                                                                       | 3e ronde                                                              | |
| 2014/15                                                               | Eredivisie                                                            | 34                                                                    | 6                                                                     | 10                                                                    | 18                                                                    | 28                                                                    | 36                                                                    | 68                                                                    | 16e                                                                   | Nacompetitie                                                          | Achtste finale                                                        | Degradatiewedstrijden tegen VVV-Venlo (1–0 & 3–0) en Roda JC Kerkrade (1–0 & 1–2) |
| 2015/16                                                               | Eerste divisie                                                        | 36                                                                    | 20                                                                    | 7                                                                     | 9                                                                     | 67                                                                    | 84                                                                    | 42                                                                    | 3e                                                                    | Nacompetitie                                                          | 2e ronde                                                              | Promotiewedstrijden tegen FC Eindhoven (0–1 & 2–0) en Willem II (2–1 & 1–3) |
| 2016/17                                                               | Eerste divisie                                                        | 38                                                                    | 19                                                                    | 7                                                                     | 12                                                                    | 64                                                                    | 65                                                                    | 50                                                                    | 5e                                                                    | Nacompetitie                                                          | 1e ronde                                                              | Promotiewedstrijden tegen FC Volendam (2–2 & 2–0) en N.E.C. (1–0 & 4–1) |
| 2017/18                                                               | Eredivisie                                                            | 34                                                                    | 9                                                                     | 7                                                                     | 18                                                                    | 34                                                                    | 41                                                                    | 57                                                                    | 14e                                                                   |                                                                       | 1e ronde                                                              | |
| 2018/19                                                               | Eredivisie                                                            | 34                                                                    | 5                                                                     | 8                                                                     | 21                                                                    | 23                                                                    | 29                                                                    | 74                                                                    | 18e                                                                   | Rechtstreekse degradatie                                              | 1e ronde                                                              | |
| 2019/20                                                               | Eerste divisie                                                        | 29                                                                    | 14                                                                    | 8                                                                     | 7                                                                     | 50                                                                    | 48                                                                    | 30                                                                    | 5e                                                                    |                                                                       | Halve finale                                                          | Door de coronacrisis is competitie niet afgemaakt. De tussenstand na 29 speelrondes werd de eindstand |
| 2020/21                                                               | Eerste divisie                                                        | 38                                                                    | 22                                                                    | 7                                                                     | 9                                                                     | 73                                                                    | 75                                                                    | 41                                                                    | 5e                                                                    | Nacompetitie                                                          | 1e ronde                                                              | Promotiewedstrijden tegen FC Volendam (4–1), FC Emmen (1–1 (4–3 na strafschoppen)) en N.E.C. (1–2) |
| 2021/22                                                               | Eerste divisie                                                        | 38                                                                    | 16                                                                    | 11                                                                    | 11                                                                    | 59                                                                    | 60                                                                    | 45                                                                    | 8e                                                                    | Nacompetitie                                                          | Kwartfinale                                                           | Promotiewedstrijden tegen ADO Den Haag (1–2 & 1–2) |
| 2022/23                                                               | Eerste divisie                                                        | 38                                                                    | 18                                                                    | 5                                                                     | 15                                                                    | 59                                                                    | 64                                                                    | 64                                                                    | 6e                                                                    | Nacompetitie                                                          | Achtste finale                                                        | Promotiewedstrijden tegen MVV Maastricht (1–0 & 4–1) en FC Emmen (1–2 & 0–2) |
| 2023/24                                                               | Eerste divisie                                                        | 38                                                                    | 15                                                                    | 11                                                                    | 12                                                                    | 56                                                                    | 63                                                                    | 56                                                                    | 8e                                                                    | Nacompetitie                                                          | 1e ronde                                                              | Promotiewedstrijden tegen Roda JC Kerkrade (3–1 & 5–0), FC Emmen (1–1 & 3–0) en Excelsior Rotterdam (6–2 & 1–4) |
| 2024/25                                                               | Eredivisie                                                            | 34                                                                    | 8                                                                     | 9                                                                     | 17                                                                    | 33                                                                    | 34                                                                    | 58                                                                    | 15e                                                                   |                                                                       | 1e ronde                                                              | |

### Grootste overwinningen
Op 7 februari 2018 boekte NAC in de eredivisie een van zijn grootste thuisoverwinningen ooit: het hoger geplaatste Heracles werd met 6-1 verslagen. Twee seizoenen eerder, op 24 augustus 2015, boekte NAC in de Jupiler League een recordzege zonder tegendoelpunten met 7-0 thuis tegen FC Dordrecht. Een dergelijke overwinning in de competitie was sinds 1950 voor NAC maar twee keer voorgekomen. NAC maakte op 16 oktober 1993 voor het laatst in een eredivisieduel zes goals: een 6-0 thuiszege op SC Heerenveen. Dat was voor NAC in ruim veertig jaar niet meer voorgekomen. Eveneens met 6-0 had NAC op 30 september 1951 thuis, in de toenmalige Eerste klasse C, het Roosendaalse RBC verslagen. Dit waren voor NAC in de competitie nog niet de grootste overwinningen ooit: op 13 mei 1984 boekte NAC in de eerste divisie een monsterzege met dubbele cijfers thuis tegen SC Veendam, maar moest daarbij wel een tegendoelpunt toestaan: 10-1.

### Grootste nederlagen
Op 19 november 2017 leed NAC zijn grootste thuisnederlaag ooit, met 0-8 tegen Ajax. Voor Ajax was het de grootste uitzege in de eredivisie ooit. Bijna dertig jaar eerder, op 26 augustus 1978, had NAC thuis aan de Beatrixstraat al eens met 1-7 van Ajax verloren. De voorlaatste keer dat in de eredivisie een club met 8-0 een uitwedstrijd won was op 6 oktober 1963 (FC Volendam – Feyenoord). Overigens was de grootste uitnederlaag van NAC tegen Ajax op 25 augustus 1968 in De Meer, waar NAC met 8-1 verloor (Ajax speelde toen met Piet Keizer, Johan Cruijff en Sjaak Swart).
De grootste nederlaag ooit van NAC in de eredivisie was tegen Feijenoord, dat op 8 december 1963 in De Kuip met 10-0 won. Dat was geen algemeen record: de grootste nederlaag in de eredivisie ooit werd geleden door VVV-Venlo op 24 oktober 2020, Ajax won in Venlo met 13-0.
In het seizoen 2018-2019 is NAC gedegradeerd naar de Keuken Kampioen Divisie.

### Europees voetbal
In de clubhistorie speelde de club twaalf wedstrijden in de Europese bekertoernooien. Daarnaast kwam het drie seizoenen uit in de Intertoto.
In 1967 mocht de club ondanks de verloren bekerfinale tegen Ajax aan het Europa Cup II-toernooi deelnemen. Ajax werd behalve bekerwinnaar ook landskampioen en nam aan het Europa Cup I-toernooi, dus kwam de plaats in de Europa Cup II voor NAC vrij. In de eerste ronde werd het kleine Floriana FC uit Malta twee keer verslagen. In de tweede ronde was Cardiff City uit Wales de tegenstander. De thuiswedstrijd, gespeeld in het PSV-stadion te Eindhoven, eindigde in 1-1. In Wales ging NAC echter met 4-1 onderuit. Na vier wedstrijden was het eerste Europese avontuur daarmee afgelopen.
Door het winnen van de beker in 1973 mocht de club het seizoen daarop eens te meer meestrijden om de Europa Cup II. In de eerste ronde werd gespeeld tegen het Oost-Duitse 1.FC Magdeburg. Na een 0-0 gelijkspel in de thuiswedstrijd, die in De Kuip te Rotterdam werd gespeeld, wist de latere winnaar van de Cup in de DDR met 2-0 te winnen. De finale was ook in De Kuip, zodat de Oost-Duitsers dat seizoen twee keer in dat stadion speelden, zonder tegen Feyenoord (of Sparta, dat er ook vaak naar uitweek) te moeten voetballen. Hierna zou NAC vele jaren moeten wachten op een nieuwe kwalificatie voor een Europees toernooi.
Door de vierde plaats in de competitie in het seizoen 2002/2003 plaatste de club zich voor het eerst voor de UEFA Cup. In de eerste ronde was Newcastle United FC uit Engeland te sterk; het ging met 5-0 onderuit in Newcastle en thuis verloor het met 1-0.
In het seizoen 2009/2010 speelde NAC in de Europa League. In de tweede voorronde won het thuis met 6-0 (bijna een evenaring van het clubrecord, zie hieronder bij #Grootste overwinningen) en vervolgens uit met 2-0 van het Armeense Gandzasar Kapan. In de derde voorronde was het Poolse Polonia Warschau de tegenstander. De uitwedstrijd werd met 1-0 gewonnen, thuis werd het 3-1. In de laatste ronde voor toetreding tot de poulefase moest er gespeeld worden tegen het Spaanse Villarreal CF. De eerste wedstrijd werd thuis met 3-1 verloren, de uitwedstrijd in Spanje werd verloren met 6-1. Edwin de Graaf werd met vier doelpunten Europees clubtopscorer aller tijden voor NAC Breda.

### In Europa
#Q = #voorronde, #R = #ronde, Groep = groepsfase, 1/8 = achtste finale, 1/4 = kwartfinale, T/U = Thuis/Uit, W = Wedstrijd, PUC = punten UEFA coëfficiënten .
Uitslagen vanuit gezichtspunt NAC
| Seizoen | Competitie                 | Ronde    | Land                                    | Club                | Totaalscore | 1e W    | 2e W    | PUC |
| ------- | -------------------------- | -------- | --------------------------------------- | ------------------- | ----------- | ------- | ------- | --- |
| 1964/65 | International Football Cup | Groep A4 | Vlag van België                         | RFC Liège           | 0-1         | 0-1 (T) | 0-0 (U) | 0.0 |
|         |                            |          | Vlag van Zwitserland                    | BSC Young Boys      | 12-5        | 6-2 (T) | 6-3 (U) | 0.0 |
|         |                            |          | Vlag van Duitsland                      | 1.FC Saarbrücken    | 5-2         | 3-0 (T) | 2-2 (U) | 0.0 |
| 1967/68 | Europacup II               | 1R       | Vlag van Malta                          | Floriana FC         | 3-1         | 2-1 (U) | 1-0 (T) | 5.0 |
|         |                            | 2R       | Vlag van Wales                          | Cardiff City FC     | 2-5         | 1-1 (T) | 1-4 (U) | 5.0 |
| 1973/74 | Europacup II               | 1R       | Vlag van Duitse Democratische Republiek | 1. FC Magdeburg     | 0-2         | 0-0 (T) | 0-2 (U) | 1.0 |
| 2002    | Intertoto Cup              | 3R       | Vlag van Frankrijk                      | ESTAC Troyes        | 1-1         | 1-1 (T) | 0-0 (U) | 0.0 |
| 2003/04 | UEFA Cup                   | 1R       | Vlag van Engeland                       | Newcastle United FC | 0-6         | 0-5 (U) | 0-1 (T) | 0.0 |
| 2008    | Intertoto Cup              | 3R       | Vlag van Noorwegen                      | Rosenborg BK        | 1-2         | 1-0 (T) | 0-2 (U) | 0.0 |
| 2009/10 | Europa League              | 2Q       | Vlag van Armenië                        | Gandzasar Kapan     | 8-0         | 6-0 (T) | 2-0 (U) | 4.0 |
|         |                            | 3Q       | Vlag van Polen                          | Polonia Warszawa    | 4-1         | 1-0 (U) | 3-1 (T) | 4.0 |
|         |                            | PO       | Vlag van Spanje                         | Villarreal CF       | 2-9         | 1-3 (T) | 1-6 (U) | 4.0 |

Totaal aantal punten behaald voor UEFA Coëfficiënten: 10.0

### Bekende (oud-)NAC'ers
Spelers die als voetballer bij NAC Nederlands international waren, zijn Frans Bouwmeester, Addy Brouwers, Leo Canjels, Pierre van Hooijdonk, Cor Kools, Kees Kuijs, Peter van de Merwe, Fanny Petit, Kees Rijvers, Jo Schot, Daan Schrijvers, Antoon 'Rat' Verlegh, Martien Vreijsen en Chris Walder, terwijl Jos Beenhakkers en Jelle ten Rouwelaar het tot reserve brachten. Daarnaast was er een aantal spelers die voor of na een loopbaan bij NAC international werden, zoals Orlando Engelaar, Ruud Geels, Ton Lokhoff, Piet Punt, Nico Rijnders, Demy de Zeeuw en de keepers Andries Noppert en Bart Verbruggen.
Bij een lezersenquête van het plaatselijk dagblad BN DeStem in februari 2007 kwam Lokhoff uit de bus als Mister NAC, voor Verlegh en Van Hooijdonk.
Bekende buitenlandse spelers bij NAC waren onder meer: Matthew Amoah (Ghanees), Graham Arnold (Australisch), Gábor Babos (Hongaars), Nourdin Boukhari (Marokkaans-Nederlands), Cyriel Dessers (Belgisch-Nigeriaans), Nemanja Gudelj (Servisch-Nederlands) en Earnest Stewart (Amerikaans-Nederlands).

### Topscorers
- 1954/55:  Leo Canjels (12)
- 0000000  Louis Overbeeke (14)
- 1955/56:  Leo Canjels (22)
- 1956/57:  Leo Canjels (18)
- 1957/58:  Leo Canjels (32)
- 1958/59:  Leo Canjels (33)
- 1959/60:  Frans Bouwmeester (11)
- 1960/61:  Louis Overbeeke (15)
- 1961/62:  Jacques Visschers (17)
- 1962/63:  Jacques Visschers (17)
- 1963/64:  Jacques Visschers (14)
- 1964/65:  Wim Groenewegen (9)
- 1965/66:  Jacques Visschers (20)
- 1966/67:  Martin Snoeck (9)
0000000  Jacques Visschers (9)
- 1967/68:  Jacques Visschers (6)
- 1968/69:  Andrzej Frankiewicz (12)
- 1969/70:  Jacques Visschers (8)
- 1970/71:  Stanley Bish (11)
- 1971/72:  Stanley Bish (9)
- 1972/73:  Piet van Dijk (8)
- 1973/74:  Frans Bouwmeester (8)
- 1974/75:  Martien Vreijsen (9)
- 1975/76:  Edin Sprečo (7)
- 1976/77:  Jan Groeneweg (12)
- 1977/78:  Cees Storm (10)
- 1978/79:  Ton Sprangers (11)
- 1979/80:  Martien Vreijsen (8)
- 1980/81:  Martien Vreijsen (12)
- 1981/82:  Guus van der Borgt (9)
- 1982/83:  Guus van der Borgt (12)
- 1983/84:  Guus van der Borgt (15)
- 1984/85:  Guus van der Borgt (7)
0000000  John Linford (7)
- 1985/86:  Paul Bannon (17)
- 1986/87:  Paul Bannon (13)
- 1987/88:  Hubert Baardemans (12)
- 1988/89:  Ton Cornelissen (15)
- 1989/90:  Dennis van der Gijp (10)
- 1990/91:  Ton Cornelissen (35)
- 1991/92:  John Lammers (28)
- 1992/93:  Pierre van Hooijdonk (26)
- 1993/94:  Pierre van Hooijdonk (25)
- 1994/95:  Graham Arnold (10)
0000000  Pierre van Hooijdonk (10)
- 1995/96:  Graham Arnold (16)
- 1996/97:  Graham Arnold (9)
0000000  Earnest Stewart (9)
- 1997/98:  Artsjil Arveladze (11)
- 1998/99:  Artsjil Arveladze (10)
- 1999/00:  Artsjil Arveladze (21)
- 2000/01:  Earnest Stewart (8)
- 2001/02:  Cristiano (10)
0000000  Earnest Stewart (10)
- 2002/03:  Orlando Engelaar (12)
- 2003/04:  Orlando Engelaar (9)
- 2004/05:  Ali Boussaboun (13)
- 2005/06:  Leonardo (8)
- 2006/07:  Glen Salmon (8)
- 2007/08:  Matthew Amoah (11)
- 2008/09:  Matthew Amoah (12)
- 2009/10:  Matthew Amoah (9)
- 2010/11:  Matthew Amoah (10)
- 2011/12:  Anthony Lurling (7)
- 2012/13:  Anthony Lurling (6)
- 2013/14:  Rydell Poepon (9)
- 2014/15:  Adnane Tighadouini (14)
- 2015/16:  Sjoerd Ars (21)
- 2016/17:  Cyriel Dessers (22)
- 2017/18:  Thierry Ambrose (10)
- 2018/19:  Mitchell te Vrede (10)
- 2019/20:  Arno Verschueren (7)
- 2020/21:  Sydney van Hooijdonk (15)
- 2021/22:  Ralf Seuntjens (12)
- 2022/23:  Odysseus Velanas (14)
- 2023/24:  Dominik Janošek (11)

### Trainers
- 1922–1923:  Bill Julian
- 1926–1927:  Ben Affleck
- 1927–1928:  James Moore
- 1934–1944:  Cor Kools
- 1945–1947:  Cor Kools
- 1947–1949:  József Veréb
- 1949–1961:  Jan Blom
- 1961–1966:  Siem Plooijer
- 1966–1968:  Bob Janse
- 1968–1971:  Leo Canjels
- 1971–1973:  Ben Peeters
- 1973–1975:  Henk Wullems
- 1975–1977:  Bob Maaskant
- 1977–1979:  Hans Dorjee
- 1979–1983:  Jo Jansen
- 1983–1984:  Henk de Jonge
- 1984–1986:  Bob Maaskant
- 1986–1987:  Leen Looijen
- 1987–1990:  Hans Verèl
- 000001990:  Ton Carton
- 1990–1991:  Cor Pot
- 1991–1992:  Jo Jansen
- 1992–1993:  Piet de Visser
- 1993–1995:  Ronald Spelbos
- 1995–1997:  Wim Rijsbergen
- 1997–1998:  Herbert Neumann
- 1998–1999:  Ronald Spelbos
- 1999–2000:  Kees Zwamborn
- 2000–2003:  Henk ten Cate
- 2003–2005:  Ton Lokhoff
- 000002006:  Cees Lok (a.i.)
- 000002006:  John Karelse (a.i.)
- 2006–2008:  Ernie Brandts
- 2008–2010:  Robert Maaskant
- 2010–2011:  Gert Aandewiel
- 2011–2012:  John Karelse
- 000002012:  Adrie Bogers (a.i.)
- 2012–2014:  Nebojša Gudelj
- 2014–2015:  Eric Hellemons (a.i.)
- 000002015:  Robert Maaskant
- 2015–2016:  Marinus Dijkhuizen
- 2017–2018:  Stijn Vreven
- 2018–2019:  Mitchell van der Gaag
- 000002019:  Ruud Brood
- 000002020:  Willem Weijs (a.i.)
- 000002020:  Peter Hyballa
- 2020–2021:  Maurice Steijn
- 2021–2022:  Edwin de Graaf
- 0000–2022:  Robert Molenaar
- 000002023:  Ton Lokhoff (a.i.)
- 000002023:  Peter Hyballa
- 000002023:  Ton Lokhoff (a.i.)
- 2023–2024:  Jean-Paul van Gastel
- 2024–0000:  Carl Hoefkens